# Comitè del patrimoni mundial
El Comitè del patrimoni mundial és un comitè que selecciona els llocs que han de figurar com a Patrimoni de la Humanitat de la UNESCO, inclosa la Llista del Patrimoni de la Humanitat i la Llista del Patrimoni de la Humanitat en perill, defineix l'ús del fons del patrimoni i assigna ajuda financera a petició dels estats que en formen part. Comprèn representants de 21 estats que són elegits per l'Assemblea General dels estats que en formen part per un mandat de quatre anys. Aquests voten sobre decisions i propostes relacionades amb la Convenció sobre la Protecció del Patrimoni Mundial Cultural i Natural i la Llista del Patrimoni Mundial.
Segons la Convenció del Patrimoni Mundial, el mandat d'un membre del comitè és de sis anys. No obstant això, molts estats decideixen limitar voluntàriament el seu mandat a quatre anys, per donar a altres estats part l'oportunitat de poder-ne formar part. Tots els membres elegits a la 15a Assemblea General (2005) van optar voluntàriament per reduir el seu mandat de sis a quatre anys.

## Funcionament
El comitè s'acostuma a reunir cada any, escolta les propostes dels estats sobre la incorporació de nous llocs a la Llista del Patrimoni Mundial i demanen informes d'experts per avaluar la legitimitat d'incloure o no aquests llocs. La seva decisió és sobirana, només aquest organisme pot incloure un lloc a la llista del patrimoni mundial. Les deliberacions del comitè reben ajuda de tres òrgans consultius:
- La Unió Internacional per a la Conservació de la Natura (UICN) constitueix l'òrgan assessor del Comitè per a la selecció de béns naturals del Patrimoni Mundial, i sobre l'estat de conservació d'aquests béns.
- El Consell Internacional dels Monuments i Llocs Històrics (ICOMOS) és una organització no governamental que assessora el Comitè del Patrimoni Mundial sobre l'avaluació dels béns culturals proposats per a la inscripció a la Llista del Patrimoni Mundial.
- El Centre Internacional per a l'Estudi de la Conservació i Restauració de Béns Culturals (ICCROM) és una organització intergovernamental que avalua per al Comitè l'estat de conservació del patrimoni cultural inscrit, i ofereix recomanacions per a la seva possible restauració.[6]

El Centre del Patrimoni Mundial és l'organisme que fa d'enllaç entre els tres òrgans consultius i el Comitè del Patrimoni Mundial. En concret, és responsable de la redacció de les decisions derivades de les recomanacions d'acció. Quan aquesta redacció és aprovada pel Comitè, el Centre del Patrimoni Mundial ha d'enviar un informe sobre les decisions preses abans de complir un mes des de la reunió. Posteriorment, aquest mateix organisme supervisa l'aplicació de les decisions a cada indret a través d'informes periòdics. Per elaborar aquests informes el Centre del Patrimoni Mundial recull les informacions de cada estat sobre les mesures adoptades per conservar els béns i complir les decisions preses, així com els informes de les missions de seguiment que han d'examinar a cada indret el compliment de les mesures.
Les Directrius pràctiques és el nom que rep el principal document de referència per aplicar el procediment establert.

## Sessions
El Comitè del Patrimoni de la Humanitat es reuneix una vegada a l'any durant una sessió ordinària per debatre sobre la gestió dels llocs del Patrimoni Mundial existents i acceptar les candidatures dels països. Es poden convocar reunions extraordinàries a petició de dos terços dels membres estats. Les reunions se celebren al territori dels membres estatals del Comitè del Patrimoni Mundial, a invitació seva. La rotació entre regions i cultures i el lloc per a la següent sessió l'escull el comitè al final de cada sessió.
| Sessió | Any       | Data | Ciutat           |
| ------ | --------- | --- | ---------------- |
| 1      | 1977      | 27 Juny–1 Juliol | París            |
| 2      | 1978      | 5 Setembre–8 Setembre | Washington, D.C. |
| 3      | 1979      | 22 Octubre–26 Octubre | Cairo & Luxor    |
| 4      | 1980      | 1 Setembre–5 Setembre | Paris            |
| 5      | 1981      | 26 Octubre–30 Octubre | Sydney           |
| 6      | 1982      | 13 Desembre–17 Desembre | Paris            |
| 7      | 1983      | 5 Desembre–9 Desembre | Florència        |
| 8      | 1984      | 29 Octubre–2 Novembre | Buenos Aires     |
| 9      | 1985      | 2 Desembre–6 Desembre | Paris            |
| 10     | 1986      | 24 Novembre–28 Novembre | Paris            |
| 11     | 1987      | 7 Desembre–11 Desembre | Paris            |
| 12     | 1988      | 5 Desembre–9 Desembre | Brasília         |
| 13     | 1989      | 11 Desembre–15 Desembre | Paris            |
| 14     | 1990      | 7 Desembre–12 Desembre | Banff            |
| 15     | 1991      | 9 Desembre–13 Desembre | Cartago          |
| 16     | 1992      | 7 Desembre–14 Desembre | Santa Fe         |
| 17     | 1993      | 6 Desembre–11 Desembre | Cartagena        |
| 18     | 1994      | 12 Desembre–17 Desembre | Phuket           |
| 19     | 1995      | 4 Desembre–9 Desembre | Berlín           |
| 20     | 1996      | 2 Desembre–7 Desembre | Mérida           |
| 21     | 1997      | 1 Desembre–6 Desembre | Nàpols           |
| 22     | 1998      | 30 Novembre–5 Desembre | Kyoto            |
| 23     | 1999      | 29 Novembre–4 Desembre | Marràqueix       |
| 24     | 2000      | 27 Novembre–2 Desembre | Cairns           |
| 25     | 2001      | 11 Desembre–16 Desembre | Hèlsinki         |
| 26     | 2002      | 24 Juny–29 Juny | Budapest         |
| 27     | 2003      | 30 Juny–5 Juliol | Paris            |
| 28     | 2004      | 28 Juny–7 Juliol | Suzhou           |
| 29     | 2005      | 10 Juliol–17 Juliol | Durban           |
| 30     | 2006      | 8 Juliol–16 Juliol | Vílnius          |
| 31     | 2007      | 23 Juliol–1 Juliol | Christchurch     |
| 32     | 2008      | 2 Juliol–10 Juliol | Ciutat de Quebec |
| 33     | 2009      | 22 Juny–30 Juny | Sevilla          |
| 34     | 2010      | 25 Juliol–3 Agost | Brasília         |
| 35     | 2011      | 19 Juny–29 Juny | Paris            |
| 36     | 2012      | 25 Juny–5 Juliol | Sant Petersburg  |
| 37     | 2013      | 17 Juny–27 Juny | Phnom Penh       |
| 38     | 2014      | 15 Juny–25 Juny | Doha             |
| 39     | 2015      | 28 Juny–8 Juliol | Bonn             |
| 40     | 2016      | 10 Juliol–20 Juliol | Istanbul         |
| 41     | 2017      | 2 Juliol–12 Juliol | Cracòvia         |
| 42     | 2018      | 24 Juny–4 Juliol | Al-Manama        |
| 43     | 2019      | 30 Juny–10 Juliol | Bakú             |
| 44     | 2020      | Originalment convocat pel 29 juny –9 juliol del 2020. Postposat al Juny–Juliol 2021 per la Pandèmia de COVID-19.                              | Fuzhou           |
| 45     | 2022–2023 | Originalment convocat pel 19 juny - 30 juny a Kazan, Rússia. Postposat per una sessió estesa el 2023 per la invasió russa d'Ucraïna del 2022. | Riyadh           |
| 46     | 2024      | 21 juliol – 31 juliol | Nova Delhi       |
| 47     | 2025      | 6 juliol – 16 juliol | Sofia            |

## Oficina
Al final de cada sessió ordinària, el comitè elegeix un president, cinc vicepresidents i un ponent dels membres que ostentaran el mandat durant la següent sessió. Es coneixen com a Oficina i els seus representants s'encarreguen de coordinar els treballs del Comitè del Patrimoni Mundial, incloent-hi la fixació de dates, horaris i l'ordre de les reunions de treball.

## Votació
Cada estat membre del Comitè del Patrimoni Mundial té un vot. Les decisions requereixen una majoria simple i les abstencions no es compten ni com a vots. Els vots es lliuren a mà alçada tret que el president o dos o membres més dels estats sol·licitin una votació secreta.

## Membres
Membres actuals del Comitè del Patrimoni Mundial de la UNESCO
| Estat membre          | Mandat    |
| --------------------- | --------- |
| Austràlia             | 2017-2021 |
| Bahrain               | 2017-2021 |
| Bòsnia i Herzegovina  | 2017-2021 |
| Brasil                | 2017-2021 |
| Xina                  | 2017-2021 |
| Egipte                | 2019–2023 |
| Etiòpia               | 2019–2023 |
| Guatemala             | 2017-2021 |
| Hongria               | 2017-2021 |
| Kirguizstan           | 2017-2021 |
| Mali                  | 2019–2023 |
| Nigèria               | 2019–2023 |
| Noruega               | 2017-2021 |
| Oman                  | 2019–2023 |
| Rússia                | 2019–2023 |
| Saint Kitts and Nevis | 2017-2021 |
| Aràbia Saudí          | 2019–2023 |
| Sud-àfrica            | 2019–2023 |
| Espanya               | 2017-2021 |
| Tailàndia             | 2019–2023 |
| Uganda                | 2017-2021 |
| Total                 | 21        |

## Crítiques
Hi ha qui ha ha apuntat que hi ha una creixent politització de les decisions del Comitè del Patrimoni Mundial en detriment dels objectius de conservació, sobretot pel que fa a les noves candidatures a la Llista del Patrimoni Mundial, però també amb els nous llocs que passen a formar part de la Llista del Patrimoni Mundial en perill. El 2010, estats partits com Hongria, Suïssa i Zimbàbue van presentar una protesta oficial contra aquesta politització.
Una auditoria externa sol·licitada pel Comitè del Patrimoni Mundial per a la seva Estratègia Global de la Llista del Patrimoni Mundial va concloure el 2011 que les consideracions polítiques influïen en les decisions. Va destacar que la composició dels representants del comitè havia passat d'experts a diplomàtics malgrat l'article 9 de la Convenció del Patrimoni Mundial i va trobar que les opinions dels òrgans consultius sovint divergien de les decisions del Comitè del Patrimoni Mundial.
El 2016, Israel va fer una advertència al seu ambaixador de la UNESCO després que el Comitè del Patrimoni Mundial adoptés una resolució en una votació secreta que es referia a un dels llocs més sagrats de Jerusalem, el Mont del Temple, només com a "lloc sagrat de culte musulmà", sense esmentar que els jueus i els cristians també veneren el lloc.